# Utpal Banerjee (Genetiker)
Utpal Banerjee (* 1957 in Neu-Delhi) ist ein indisch-amerikanischer Molekularbiologe, Zellbiologe und Genetiker an der University of California, Los Angeles (UCLA).
Banerjee erwarb an der University of Delhi einen Bachelor in Chemie, am Indian Institute of Technology Kanpur einen Master in physikalischer Chemie und 1984 am California Institute of Technology (Caltech) einen Ph.D. in Chemie. Als Postdoktorand arbeitete er bei Seymour Benzer am Caltech, wo er seine Arbeiten zur Neurobiologie von Drosophila begann. Seit 1988 gehört Banerjee zum Lehrkörper der UCLA. 1990 wurde er Forschungsstipendiat der Alfred P. Sloan Foundation (Sloan Research Fellow).
Utpal Banerjee befasst sich mit der Entwicklung des Auges und dem hämatopoetischen System bei Drosophila. Weitere Arbeiten behandeln den Stoffwechsel von Krebszellen oder die Embryonalentwicklung von Mäusen.
Verdient machte sich Banerjee vor allem mit der Heranführung zahlreicher junger Studenten an wissenschaftliches Arbeiten. So veröffentlichte er mehrfach in renommierten Fachzeitschriften Arbeiten mit hunderten von Studenten im ersten oder zweiten Studienjahr als Co-Autoren. Seit 2002 forscht Banerjee zusätzlich für das Howard Hughes Medical Institute, wo er ebenfalls großangelegte Untersuchungsreihen unter der eigenständigen Mitarbeit von zahlreichen Studenten durchführt (zum Beispiel das Undergraduate Research Consortium in Functional Genomics, URCFG). Für seine Leistungen als akademischer Lehrer erhielt Banerjee mehrere Auszeichnungen, darunter 2010 den Elizabeth W. Jones Award for Excellence in Education der Genetics Society of America.
2008 wurde Utpal Banerjee Mitglied der American Academy of Arts and Sciences, 2009 Fellow der American Association for the Advancement of Science und 2018 Mitglied der National Academy of Sciences.
Banerjee ist verheiratet und hat zwei Kinder.